# ريع سك العملة

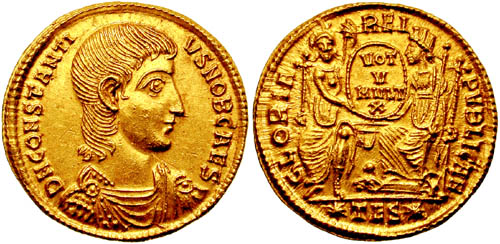

ريع سك العملة أو حق الأمير أو ريع السيادة (بالإنجليزية: Seigniorage) هو مصطلح يُشير إلى الفرق بين القيمة الاسمية للعملة والتكاليف المُتمثلة في إنتاج وضرب النقود. في اقتصادات المال الورقية، الفرق بين القيمة الاسمية لأوراق العملة وتكاليف الطباعة، تُساوي تقريباً القيمة الاسمية للأوراق (تكاليف الطباعة توازي صفر). لذا الطباعة الورقية للعملة هو نشاط مربح للغاية مما دفع الدول إلى احتكار صك العملات. ويُعتبر مصدر دخل مناسب لبعض الهيئات الحكومية.